# Trattato di mutua assistenza sovietico-lettone

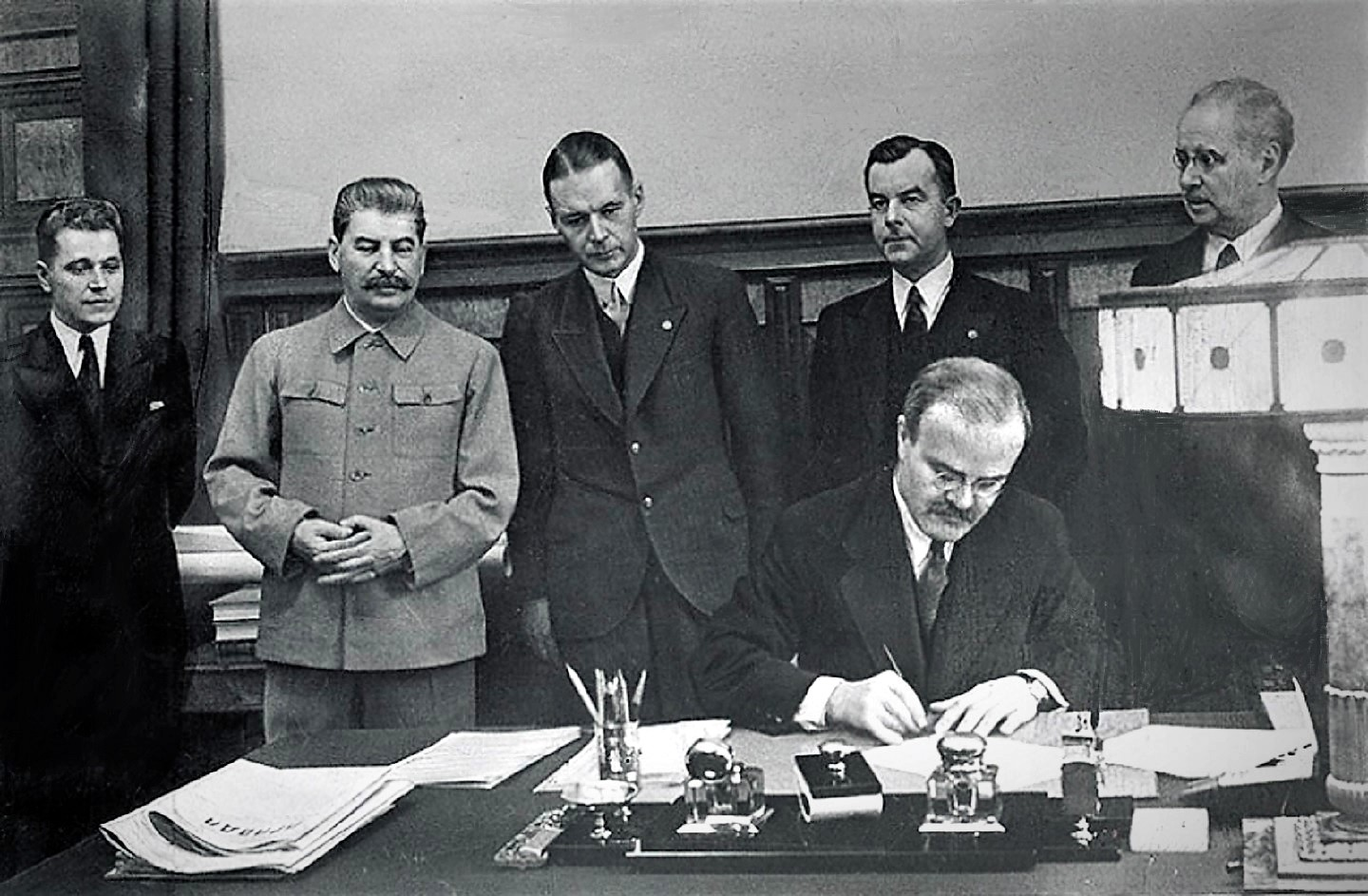
Firma del trattato di mutua assistenza sovietico-lettone da parte del Commissario degli affari esteri sovietico Vjačeslav Molotov. Alle sue spalle da sinistra a destra: il rappresentante filo-sovietico in Lettonia Ivan Zotov, il Capo di Stato Iosif Stalin, il ministro degli affari esteri lettone Vilhelms Munters, l'ambasciatore lettone in Russia Fricis Kociņš e il vice-ministro agli affari esteri Vladimir Potjomkin

Il trattato di mutua assistenza sovietico-lettone (in russo: Пакт о взаимопомощи между СССР и Латвийской Республикой, trasl. Pakt o vzaimopomoshchi mezhdu SSSR i Latviyskoy Respublikoy; in lettone: Savstarpējās palīdzības pakts starp Latviju un PSRS) fu un accordo bilaterale siglato a Mosca il 5 ottobre 1939. In esso si riconosceva la sovranità e l'indipendenza della controparte: l'accordo consentiva al governo sovietico di installare basi militari in Lettonia, evento che facilitò l'occupazione sovietica del paese baltico nel giugno 1940.
Venne firmato dal Ministro degli affari esteri lettone Vilhelms Munters e dal Commissario agli affari esteri sovietico Vjačeslav Molotov. Le ratifiche furono scambiate a Riga l'11 ottobre 1939 e il trattato entrò in vigore lo stesso giorno. Il documento è stato registrato nell'elenco dei trattati della Società delle Nazioni il 6 novembre 1939.

## Contesto storico
Nel settembre del 1939 l'Unione Sovietica si assicurò il controllo sugli stati baltici grazie al patto Molotov-Ribbentrop. I sovietici invasero la Polonia il 17 settembre, concludendo le operazioni il 6 ottobre. Dopo aver occupato la Polonia orientale, fecero pressioni sulla Finlandia e sui paesi baltici affinché concludessero trattati di mutua assistenza. I sovietici misero in dubbio la neutralità dell'Estonia in seguito alla fuga di un sottomarino polacco il 18 settembre. Una settimana più tardi, il 24 settembre, il ministro degli esteri estone Karl Selter si vide consegnare un ultimatum da Mosca. Dopo quattro giorni di trattative, gli estoni non ebbero altra scelta che accettare la costruzione di basi navali, aeree ed militari. Il numero delle truppe sovietiche posizionate in Estonia furono ammontò a 25.000. Il trattato di mutua assistenza fu firmato il 28 settembre. Presa visione della situazione, anche gli altri due stati baltici cedettero alla pressione sovietica.

## Articoli del trattato
Il trattato era così schematizzato:
- Art.1: prevedeva la cooperazione militare tra le parti in caso di attacco da parte di terzi.
- Art.2: obbligava il governo sovietico ad assistere il governo lettone nella fornitura di armamenti.
- Art.3: autorizzava il governo sovietico a stabilire basi militari e navali sul territorio lettone.
- Art.4: obbligava i due governi a non stringere alleanze militari ai danni della controparte.
- Art.5: prevedeva che i trattati politici ed economici e la sovranità di entrambe le parti non fosse intaccata. Sanciva esplicitamente che le aree in cui dovevano costruirsi le strutture militari sarebbero rimaste territorio lettone.
- Art.6: riguardava la ratifica e statuiva un termine di durata decennale, con un'opzione di proroga per altri dieci anni.

## Conseguenze
La Finlandia fu invitata ad avviare negoziati simili il 5 ottobre. A differenza dei paesi baltici, i negoziati finlandese-sovietici proseguirono durati settimane senza portare a nessun risultato. I sovietici colpirono la Finlandia il 30 novembre.
La mattina del 15 giugno 1940 le truppe sovietiche dell'NKVD effettuarono un attacco alle guardie di frontiera lettoni a Masļenki (nei pressi di Pytalovo), uccidendo due guardie di frontiera e un civile, oltre a trattenere 10 guardie di frontiera e 27 civili come ostaggi. Il giorno successivo, il 16 giugno 1940, l'Unione Sovietica accusò la Lettonia e l'Estonia di aver contravvenuto i patti. Furono consegnati ultimatum ai due Paesi baltici, la cui risposta doveva essere data entro 6 ore. Le richieste erano due:
- Istituzione di governi filo-sovietici che, sotto la protezione dell'Armata Rossa, sarebbero stati in grado di realizzare meglio i patti di mutua assistenza;
- Il libero passaggio delle truppe sovietiche in Estonia e Lettonia per insediarle nei centri più importanti ed evitare possibili atti provocatori contro le guarnigioni sovietiche. Incapaci di resistere da sole e impossibilitate a chiedere assistenza esterna, Lettonia ed Estonia capitolarono per evitare ritorsioni peggiori.[8]